# Oncidium sect. Waluewa
Oncidium sect. Waluewa es una sección de orquídeas epifitas perteneciente al género Oncidium. Se caracterizan por tener las alas de la columna  y el labelo  estrechos, con un callo complejo.

## Especies
1. Oncidium albini Schltr. 1926
2. Oncidium × amictum Lindl. 1847
3. Oncidium brienianum Rchb.f. 1881
4. Oncidium coloratum Königer & J.G. Weinm. 1994
5. Oncidium cornigerum Lindl. 1833
6. Oncidium lietzei Regel 1880
7. Oncidium pabstii Campacci & C.Espejo 1998
8. Oncidium riograndense Cogn. 1906
9. Oncidium sarcodes Lindl. 1849
10. Oncidium silvanum V.P.Castro & Campacci 1991
11. Oncidium truncatum Pabst 1955
12. Oncidium veltenianum (V.P.Castro & Chiron) Königer 2005
13. Oncidium waluewa Rolfe 1904 TYPE
14. Oncidium widgrenii Lindl. 1855